# Corniche de Pail, forêt de Multonne
Corniche de Pail, forêt de Multonne este o arie protejată (arie de protecție specială avifaunistică — SPA) din Franța întinsă pe o suprafață de 1.452 ha, integral pe uscat.

## Localizare
Centrul sitului Corniche de Pail, forêt de Multonne este situat la coordonatele 48°27′29″N 0°09′23″W / 48.45806°N 0.15639°V.

## Înființare
Situl Corniche de Pail, forêt de Multonne a fost declarat arie de protecție specială avifaunistică în baza directivei 79/409 din 1979 referitoare la conservarea păsărilor sălbatice pentru a proteja 12 specii de animale.

## Biodiversitate
Situată în ecoregiunea atlantică, aria protejată nu include niciun habitat protejat.
La baza desemnării sitului se află mai multe specii protejate de  păsări (12): fâsă de pădure (Anthus spinoletta), ciuf de câmp (Asio flammeus), caprimulg (Caprimulgus europaeus), erete vânăt (Circus cyaneus), ciocănitoarea de stejar (Dendrocopos medius), ciocănitoare neagră (Dryocopus martius), șoim de iarnă (Falco columbarius), sfrâncioc roșiatic (Lanius collurio), ciocârlie de pădure (Lullula arborea), viespar (Pernis apivorus), ploier auriu (Pluvialis apricaria), silvie de tufiș (Sylvia undata).
Pe lângă speciile protejate, pe teritoriul sitului au mai fost identificate 13 specii de păsări.